# Histosol
Histosol er humusjord, der udelukkende dannes i kær og moser. Typen er kendetegnet ved, at den ofte består ef tørv eller mørkfarvet førne, som er velbevaret, fordi nedbrydningen hæmmes af de vandmættede, iltfrie og sure forhold. I nutidens Danmark er kun ca. 2 % af jorden dannet som histosol.
Histosol er et element i World Reference Base for Soil Resources.